# Pomicanje Zemlje
Pomicanje Zemlje dalje od Sunca kako Sunce postaje toplije tijekom trenutne faze izgaranja vodika, su razmatrali planetarni znanstvenici, uključujući i neke sa Sveučilišta Cornell.
Predloženi su razni mehanizmi za povećanje veličine Zemljine orbite. Najvjerojatnija metoda uključivala bi preusmjeravanje asteroida ili kometa, širokih otprilike 100 km, putem gravitacije, oko Zemljine orbite i prema Jupiteru ili Saturnu i natrag, kako bi se Zemlja postupno udaljavala od Sunca, kako bi se zadržala unutar nastanjive zone. Tijelo koje prolazi kroz gravitacijsko polje planeta dodaje ili gubi dio svoje kinetičke energije. S pravilno određenom geometrijom, energija se dodaje planetu i on se polagano udaljava od Sunca. Predloženi način zahtijeva samo jedan komet koji stalno iznova prolazi pokraj Zemlje i svaki put pomiče Zemlju malo dalje od Sunca. Komet tada odlazi daleko iza staze Plutona i ponovno se vraća, pritom prolazeći pokraj Jupitera ili Saturna. Komet bi izgubio energiju pri susretu sa Zemljom, ali bi je nadoknadio pri susretom od navedenih plinovitih divova. Jupiter bi se pomicao prema Suncu, ali za mali iznos, jer je puno masivniji od Zemlje.
Tijekom sljedećih 6, 3 milijarde godina Sunce će više nego dvostruko povećati vlastiti sjaj. ali to se može kompenzirati pomicanjem Zemlje oko 50% današnje udaljenosti dalje od Sunca, ili približno na udaljenost Marsove orbite. Bio bi to hvale vrijedan astronomsko - inženjerski napor koji bio omogućio produljenje životinjskog svijeta na 6 milijardi godina od danas. Nakon toga, Sunce će postati crveni div i spržit će Zemlju i Mars, ali taj pothvat će kupiti zemaljskom životu milijarde godina opstanka na Zemlji.
Međutim, ovaj scenarij ima mnogo praktičnih nedostataka: osim činjenice da takav scenarij obuhvaća ogromne vremenske okvire daleko duže od ljudske povijesti, također bi ugrozio život na Zemlji, jer bi ponovljeni susreti mogli uzrokovati da Zemlja potencijalno izgubi svoj Mjesec ozbiljno narušavajući klimu i rotaciju Zemlje. Uz to, susreti bi zahtijevali da navedeni asteroidi prođu krajnje opasno blizu Zemlje, a jedan mali pogrešni izračun na kraju bi uzrokovao da asteroid pogodi Zemlju i potencijalno ga sterilizira, barem do razine bakterija, i da je šteta nanesena ne može se pretjerano naglasiti. Ako bi se pokušalo Zemlju pomaknuti na Marsovu orbitu, Mars bi morao nekamo biti pomaknut, jer ne mogu dva planeta biti na istoj stazi, inače će doći do sudara.

## Druga literatura
- Korycansky, D. G. 2004. Astroengineering, or how to save the Earth in only one billion years.   Guillermo García-Segura (ur.). Gravitational Collapse: From Massive Stars to Planets : Ensenada, B.C., México, Diciembre 8-12, 2003. UNAM. str. 117–120
- McInnes, Colin R. 2002. Astronomical Engineering Revisited: Planetary Orbit Modification Using Solar Radiation Pressure. Astrophysics and Space Science. 282 (4): 765–772